# セミエビ科
セミエビ科（セミエビか、Scyllaridae）は、イセエビ下目の下位分類群の一つ。セミエビ・ウチワエビ・ゾウリエビなど、扁平な体つきの大型種を含む。

## 特徴
熱帯から亜熱帯にかけて分布する。体長は数cmのものから50cm程度のものまで、種類によって異なる。
体は上から押しつぶされたように扁平で、標準和名でもこの体型に由来した「ゾウリ」や「ウチワ」が充てられる。英語でも同様に、セミエビ科のエビを総称し"Slipper lobster"（スリッパロブスター）と呼ぶ。
体の前方中央に切れこみがあり、そこからひげ状の第1触角が伸びる。切れこみ部分の左右は厳密には甲ではなく第2触角で、他のエビ類の長い触角にあたる。セミエビ科の第2触角は4つの節からなるが、このうち第2・第4節が外側に向かって板状に伸びるため、このような形状になる。複眼は第2触角の付け根にあり、体に対して比較的小さく、眼柄も短い。
歩脚は短くがっしりしているが、鋏脚はメスの第5歩脚に小さい鋏があるのみで、強大な鋏脚はない。ウチワエビモドキではこの鋏脚もない。
成体はおもに浅い海に生息し、夜に活動する。成体に泳ぐ能力はなく、腹部を体の下に折り曲げて海底を歩行する。卵はメスが腹肢に抱えて保護し、孵化した子供はフィロソーマ幼生期を経る。
大型種は各地で食用に漁獲される。日本では西日本各地でウチワエビが多く漁獲され市場に流通するが、セミエビやゾウリエビなどはイセエビに混じって少量が漁獲される程度で、主に現地で消費され、市場に出回ることはほとんどない。
また、扁平な体型はエビ類としては珍しく、水族館などで飼育されることもある。

## 分類

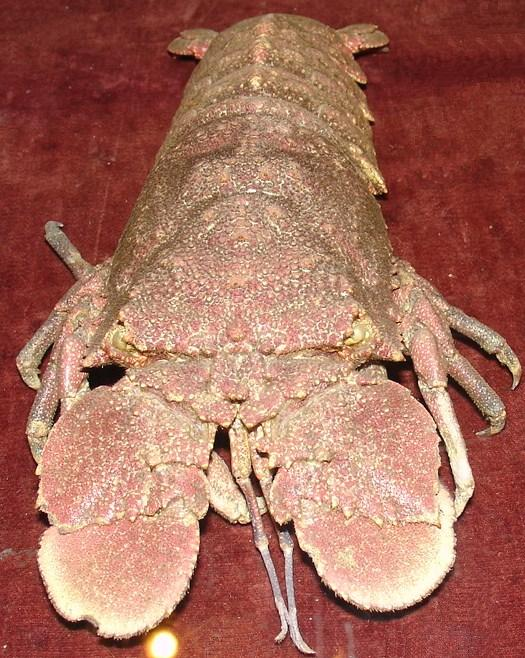
セミエビ亜科
（Arctides antipodum）

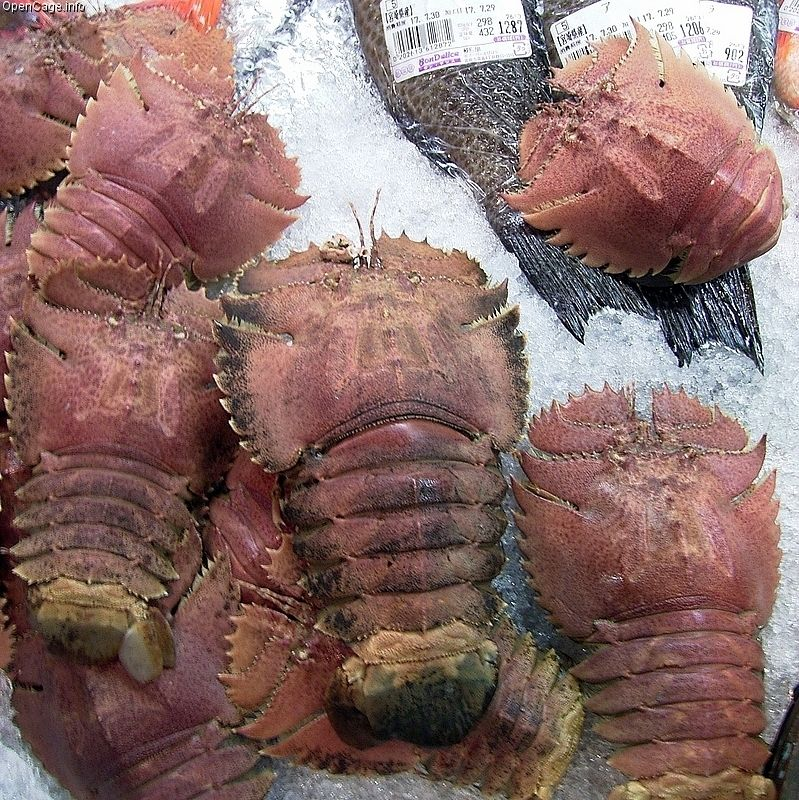
ウチワエビ亜科
（オオバウチワエビ）

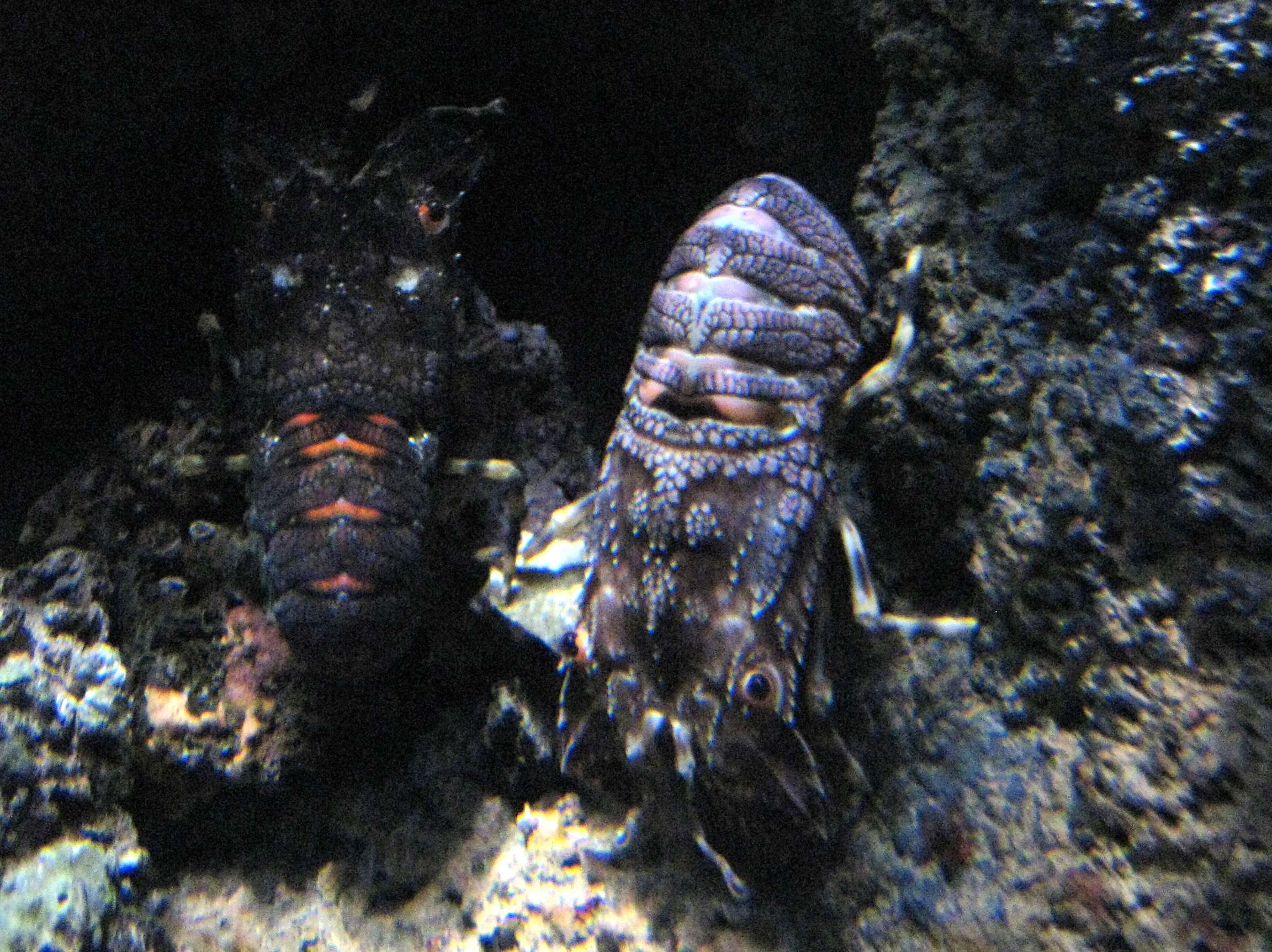
ヒメセミエビ亜科
（Scyllarus arctus）

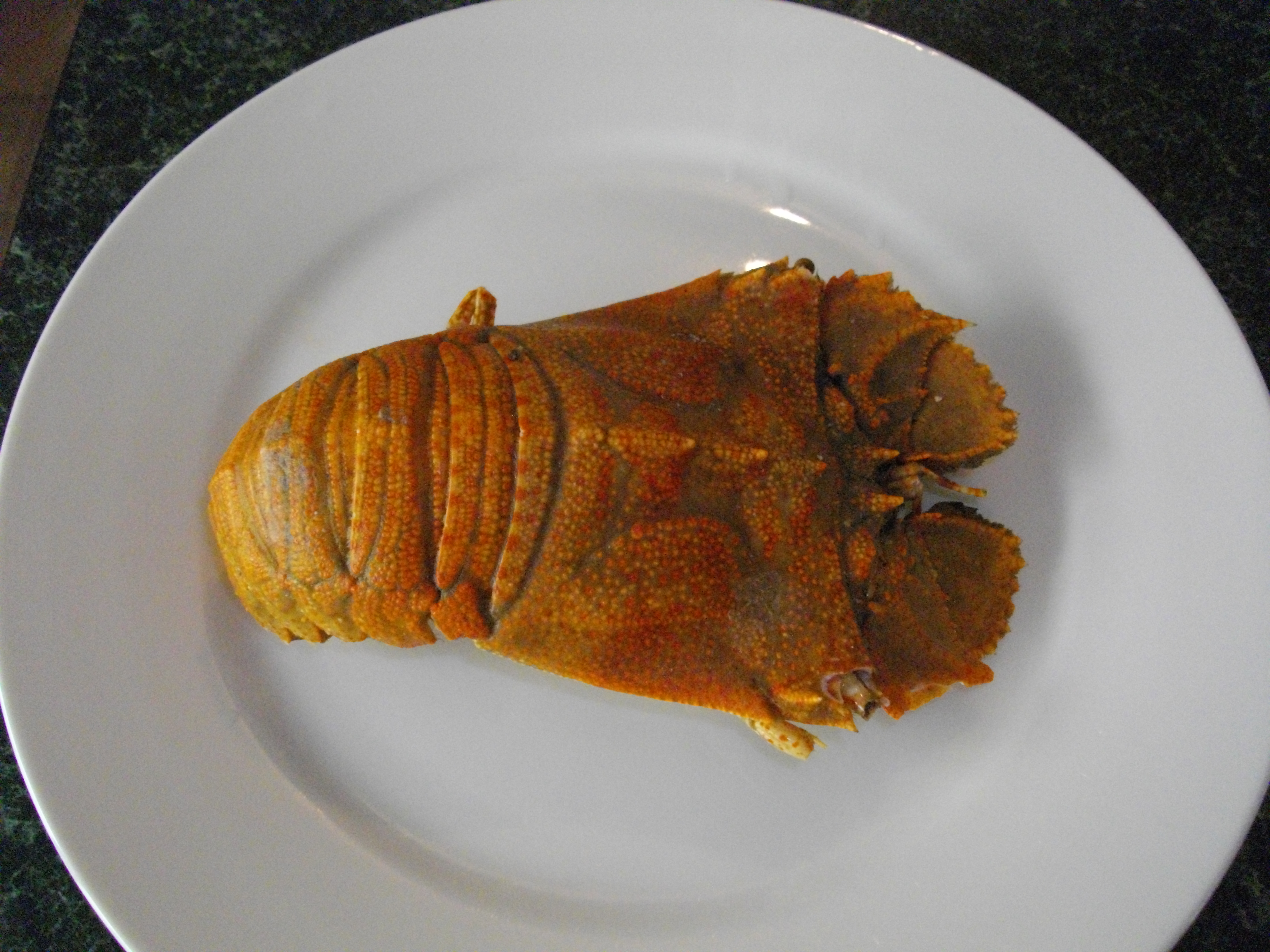
ウチワエビモドキ亜科
（ウチワエビモドキ）

化石種を含めて4亜科22属、およそ90種が属する。亜科と属の和名は関口・木村（2011）による。
- †Palibacus Förster, 1984
- セミエビ亜科 Arctidinae Holthuis, 1985 - 2属17種。大型種が多い。第2触角から頭胸甲にかけて棘が無いか、ごく少ない。
  - Arctides Holthuis, 1960 カザリセミエビ属 - 3種 ハワイカザリセミエビ Arctides regalis
  - Scyllarides Gill, 1898 セミエビ属 - 14種 セミエビ・コブセミエビ・ギアナセミエビ
- ウチワエビ亜科 Ibacinae Holthuis, 1985 - 3属15種。体が特に扁平で、体の縁に多くの棘が突き出す。側系統群であると考えられる。
  - Ibacus Leach, 1815 ウチワエビ属 - 8種 ウチワエビ・オオバウチワエビ
  - Evibacus Smith, 1869 メキシコゾウリエビ属 - 1種 メキシコゾウリエビ
  - Parribacus Dana, 1852 ゾウリエビ属 - 6種 ゾウリエビ・ミナミゾウリエビ
- ウチワエビモドキ亜科 Theninae Holthuis, 1985 - 1属5種。体の縁に棘が少なく、複眼が左右の縁に分かれてつく。
  - Thenus Leach, 1815 ウチワエビモドキ属 - 5種 ウチワエビモドキ
- ヒメセミエビ亜科 Scyllarinae Latreille, 1825 - 13属52種。小型種が多い。頭胸甲の縁に棘はないが、第2触角の縁に棘が並ぶことでセミエビ亜科と区別できる。セミエビ科のうちで最も多様性の高い亜科であるが、大部分の種は21世紀初頭まで Scyllarus（旧和名：ヒメセミエビ属）1属にまとめられていた。しかし Holthuis (2002) が再検討をして多数の属に分けたため、分類が大きく変更されている。

## 系統
次のような系統樹が得られている。

|  | カザリセミエビ属 |
|  |                  |
|  | セミエビ属       |
|  |                  |

|  | メキシコゾウリエビ |
|  |                    |
|  | ゾウリエビ属       |
|  |                    |

|  | ウチワエビモドキ属 |
|  |                    |
|  | ヒメセミエビ亜科   |
|  |                    |

|  | メキシコゾウリエビ |
|  |                    |
|  | ゾウリエビ属       |
|  |                    |

|  | ウチワエビモドキ属 |
|  |                    |
|  | ヒメセミエビ亜科   |
|  |                    |

|  | メキシコゾウリエビ |
|  |                    |
|  | ゾウリエビ属       |
|  |                    |

|  | ウチワエビモドキ属 |
|  |                    |
|  | ヒメセミエビ亜科   |
|  |                    |

|  | メキシコゾウリエビ |
|  |                    |
|  | ゾウリエビ属       |
|  |                    |

|  | ウチワエビモドキ属 |
|  |                    |
|  | ヒメセミエビ亜科   |
|  |                    |

|  | カザリセミエビ属 |
|  |                  |
|  | セミエビ属       |
|  |                  |

|  | メキシコゾウリエビ |
|  |                    |
|  | ゾウリエビ属       |
|  |                    |

|  | ウチワエビモドキ属 |
|  |                    |
|  | ヒメセミエビ亜科   |
|  |                    |

|  | メキシコゾウリエビ |
|  |                    |
|  | ゾウリエビ属       |
|  |                    |

|  | ウチワエビモドキ属 |
|  |                    |
|  | ヒメセミエビ亜科   |
|  |                    |

|  | メキシコゾウリエビ |
|  |                    |
|  | ゾウリエビ属       |
|  |                    |

|  | ウチワエビモドキ属 |
|  |                    |
|  | ヒメセミエビ亜科   |
|  |                    |

|  | メキシコゾウリエビ |
|  |                    |
|  | ゾウリエビ属       |
|  |                    |

|  | ウチワエビモドキ属 |
|  |                    |
|  | ヒメセミエビ亜科   |
|  |                    |